# Alison dos Santos
Alison dos Santos, född 3 juni 2000, är en brasiliansk friidrottare som tävlar i kortdistanslöpning och häcklöpning.

## Karriär
Vid världsmästerskapen i friidrott år 2022 vann dos Santos guld på 400 meter häck. Vid olympiska sommarspelen 2020 vann han brons på samma distans. Vid OS 2024 tog han åter brons på 400 meter häck.